# Valerio Conti
Valerio Conti (Roma, 30 de març de 1993) és un ciclista italià professional des del 2014 i actualment a l'equip Astana Qazaqstan Team.
Del seu palmarès destaca la victòria d'etapa a la Volta a Espanya de 2016.

## Palmarès
- 2010
  - Vencedor d'una etapa a la Tre Ciclistica Bresciana
- 2011
  - 1r a la Tre Ciclistica Bresciana i vencedor de 2 etapes
  - Vencedor d'una etapa al Trofeu Karlsberg
- 2014
  - 1r al Gran Premi Bruno Beghelli
- 2015
  - Vencedor d'una etapa a la Volta al Japó
- 2016
  - Vencedor d'una etapa de la Volta a Espanya
- 2020
  - 1r al Trofeu Matteotti

### Resultats a la Volta a Espanya
- 2014. 112è de la classificació general
- 2015. 151è de la classificació general
- 2016. 66è de la classificació general. Vencedor d'una etapa
- 2018. 60è de la classificació general
- 2019. 71è de la classificació general

### Resultats al Giro d'Itàlia
- 2016. 27è de la classificació general
- 2017. 68è de la classificació general
- 2018. 24è de la classificació general
- 2019. No surt (18a etapa)
- 2020. 101è de la classificació general
- 2021. 89è de la classificació general
- 2022. Abandona (15a etapa)
- 2023. No surt (5a etapa)